# 香月清司
香月 清司（かつき きよし、1881年〈明治14年〉10月6日 - 1950年〈昭和25年〉1月29日）は、日本陸軍の軍人。最終階級は陸軍中将。功二級。
佐賀県出身。陸士14期、陸大24期。

## 経歴
佐賀藩士・香月雄次の長男として生まれる。佐賀中学校、陸軍幼年学校を経て、陸軍士官学校・陸軍大学校を卒業した。
第12師団長、近衛師団長を歴任、1937年（昭和12年）7月11日には重篤となった田代皖一郎中将に代わって、盧溝橋事件渦中の支那駐屯軍司令官に、同年8月の北支那方面軍創設で第1軍司令官となり、河北省での作戦を指揮した。盧溝橋事件の停戦協定を結ぶ際に宋哲元と和平しようとしたものの、蒋介石が宋に妥協を禁じたために失敗した。
田代前支那駐屯軍司令官の方針を踏襲し、参謀本部に従って不拡大方針を採ったものの、方面軍幹部の積極策と対立、結果的に河北全体に戦線を拡大した。第1軍司令官解任後は参謀本部附を経て、1938年（昭和13年）7月29日には予備役に編入された。
1947年（昭和22年）11月28日、公職追放仮指定を受けた。

## 年譜
- 1902年（明治35年）11月22日 - 陸軍士官学校卒業
- 1912年（大正元年）11月25日 - 陸軍大学校卒業
- 1921年（大正10年）3月26日
  - 3月26日 - 陸軍歩兵学校教官[1]
  - 7月20日 - 陸軍大学校教官[1]
- 1923年（大正12年） 8月6日 - 陸軍歩兵大佐[1]
- 1924年（大正13年）4月10日 - 歩兵第60連隊長[1]
- 1925年（大正14年）5月1日 - 歩兵第8連隊長[1]
- 1927年（昭和2年）7月26日 - 陸軍省軍務局兵務課長[1]
- 1929年（昭和4年）1月28日 - 陸軍少将・歩兵第30旅団長[1]
- 1930年（昭和5年）
  - 8月1日 - 陸軍大学校教官[1]
  - 12月22日 - 陸軍大学校幹事[1]
- 1932年（昭和7年）4月11日 - 陸軍歩兵学校幹事兼教育部長[1]
- 1933年（昭和8年）3月18日 - 陸軍中将・陸軍歩兵学校長[1]
- 1935年（昭和10年）3月15日 - 第12師団長[1]
- 1936年（昭和11年）3月23日 - 近衛師団長[1]
- 1937年（昭和12年）
  - 3月1日 - 教育総監部本部長[1]
  - 7月11日 - 支那駐屯軍司令官[1]
  - 8月26日 - 第1軍司令官[3]
- 1938年（昭和13年）
  - 5月30日 - 参謀本部附[3]
  - 7月29日 - 予備役[3]

## 栄典
- 勲四等旭日小綬章
- 勲一等瑞宝章：1938年（昭和13年）2月4日[4]
- 功五級金鵄勲章
- 1940年（昭和15年）8月15日 - 紀元二千六百年祝典記念章[5]

## 家族親族[6]
- 妻 香月つる子
- 長男 香月清明（陸軍少佐）
- 次男 香月秀雄（海軍軍医少佐、千葉大学長、放送大学学長）
- 三男 香月良夫